# Мелнсилс
Ме́лнсилс (латыш. Melnsils, лив. Mustānum) — ливское село в Латвии. Расположено на северо-западе Ройского края.